# Broadlands (Illinois)
Broadlands es una villa en el condado de Champaign, en el estado estadounidense de Illinois, a lo largo del brazo oriental del río Embarrass. La población fue de 312 en el censo de 2000. Originalmente fue propiedad de la familia Sullivant, Broadlands era más de 70.000 acres (280 km²), una de las mayores fincas del mundo a finales de 1860. Broadlands fue vendida a John T. Alexander en 1866, y fue disuelta después de su muerte en 1876 para pagar a sus acreedores.

## Geografía
Broadlands se localiza a 39°54′31″N 87°59′44″O / 39.90861, -87.99556 (39.908550, -87.995458).
De acuerdo a la Oficina del Censo de los Estados Unidos, la villa tiene un área total de 0.3 millas cuadradas (0.7 km²), toda de tierra.

## Demografía
Según el censo de 2000, había 312 personas, 119 hogares y 86 familias que residían en la villa. La densidad de población era de 1,152.7 personas por milla cuadrada (446.2/km ²). Había 133 viviendas en una densidad media de 491.4/millas cuadradas (190.2/km ²). La distribución por razas de la villa eran 97.12% blancos, 0.64% afroamericanos, 1.28% nativos americanos, y el 0,96% de dos o más razas.
Había 119 casas de las cuales 37.8% tenían niños menores de 18 años que vivían con ellos, el 60,5% son parejas casadas que viven juntas, 10.9% tenían un cabeza de familia mujer sin presencia del marido y 26.9% eran no-familias. 26,1% de todas las casas fueron compuestos de individuos y 16.8% tienen a alguna persona anciana de 65 años de edad o más. El tamaño medio de la casa era 2.62 y el tamaño de la familia era 3.14.
En la aldea la población separada es 30.1% menor de 18 años, el 3,5% de 18 a 24, 30.8% de 25 a 44, 21.5% de 45 a 64, y el 14,1% tiene más de 65 años de edad o más. La edad media fue de 37 años. Para cada 100 mujeres había 95.0 varones. Por cada 100 mujeres mayores de 18 años, había 81,7 hombres.
La renta mediana para una casa en la aldea era $ 36.023, y la renta mediana para una familia era $ 37.708. Los varones tenían una renta mediana de $ 35.938 contra $ 23.472 para las mujeres. El ingreso per cápita de la aldea era $ 15.366. Cerca de 5.4% de familias y 6.3% de la población estaban por debajo de la línea de pobreza, incluyendo 8.8% de los menores de 18 años y el 11,1% de las personas mayores de 65 años.